# Triage X
Triage X (jap. トリアージX, Toriāji X, [triˈɑːʒ iks]) ist eine Manga-Reihe von Shōji Satō, die monatlich in der Dragon Age erscheint und zu der ab April 2015 eine Anime-Fernsehserie erschienen ist.

## Handlung
Der todkranke und auf den Rollstuhl angewiesene Klinikleiter Masamune Mochizuki (望月 正宗), dessen Sohn bei einem Terroranschlag umkam, gründete die Geheimorganisation Black Label mit dem Ziel Verbrecher, die der Staat nicht belangen kann oder will, ihrer gerechten Strafe zuzuführen. Dabei kümmert sich die Organisation nach einer Hintergrundüberprüfung („Triage“) um jene unheilbaren Fälle (schwarzes Etikett bei einer Triage), die den Krebs in der Gesellschaft darstellen, um zu verhindern, dass dieser sich ausbreitet.
Zur Organisation gehören der 17-jährige Arashi Mikami (三神 嵐), der durch den genannten Terroranschlag ebenfalls schwer verletzt wurde, aber die Organe von Mochizukis Sohn erhielt und dem Doktor daher hilft; seine Schulkameradin Mikoto Kiba (木場 美琴), die aus einer Yakuza-Familie stammt, die aber bei einem Anschlag einer feindlichen Familie Bruder und Vater verlor, sowie selbst schwer verletzt und von Mochizuki wiederbelebt wurde; das 14-jährige Idol Oriha Nashida (梨田 織葉), deren Mutter bei ihrer Geburt starb und für „en-bloc-Resektionen“ verantwortlich ist, d. h. die Sprengstoffexpertin der Organisation ist; die Chefärztin Yūko Sagiri (狭霧 友子), die eine Schwertmeisterin ist; die Anästhesistin Miki Tsurugi (剣 光姫) als Chemikerin und Sniperin der Organisation; sowie die Chefkrankenschwester Sayo Hitsugi (柩 小夜) die eine Nahkampfexpertin mit übermenschlicher Stärke ist.

## Veröffentlichung
Der Manga wird von Shōji Satō gezeichnet und erscheint seit dem 9. April 2009 (Ausgabe 5/2009) im Magazin Dragon Age des Verlags Fujimi Shobō. Die Kapitel wurden auch in bisher 29 Sammelbänden (Tankōbon) zusammengefasst (Stand Februar 2025). Damit ist es Satōs längstes Werk. Für den 12. Band wurde als Extra eine Blu-ray mit einer Bonus-Animefolge beigelegt. Als Tribut an Satō wurde ein Sonderband Triage X: Comic Anthology: Tribute X (トリアージX アンソロジーコミック トリビュートX) veröffentlicht, in dem andere Mangaka Kurzgeschichten mit den Figuren aus Triage X zeichneten.
In den USA erscheint der Manga bei Yen Press und in Frankreich bei Pika Édition. Im deutschsprachigen Raum wurden von Carlsen Manga bisher 27 Bände veröffentlicht (Stand März 2025); die Übersetzung stammt von Hirofumi Yamada. Zudem erschien Im Februar 2018 der Sonderband Triage X Tribute.

## Anime
Studio Xebec adaptierte den Manga als Anime-Fernsehserie. Regie führten Akio Takami und Takao Katō, wobei ersterer auch wie bei Maken-ki! Tsū das Character Design für den Anime anpasste. Die 10 Folgen der Serie wurden vom 9. April bis 11. Juni 2015 nach Mitternacht (und damit am vorigen Fernsehtag) auf Tokyo MX ausgestrahlt, sowie mit bis zu einigen Tagen Versatz auch auf Sun TV, TVQ Kyūshū, Chiba TV, TV Kanagawa, TV Saitama, Gifu Hōsō, Mie TV und BS11. Der limitierten Ausgabe des 12. Mangabandes vom 9. November 2015 war eine weitere Bonusfolge (OVA) beigelegt.
Crunchyroll zeigte die Serie parallel zur japanischen Erstausstrahlung mit englischen Untertiteln in Nord- und Südamerika, dem Nahen Osten, Afrika und Europa ausgenommen Deutschland. Hier hatte sich der deutsche Publisher Kazé Deutschland im März 2015 die Rechte an der Serie gesichert.
Im deutschen Fernsehen ist die Serie ab 7. April 2017 und ab 19. Januar 2018 im Rahmen der ProSieben Maxx Animenacht gelaufen.

### Synchronisation
Die deutsche Synchronisation entstand 2015 bei der Synchronfirma TNT Media GmbH in Berlin. Die Dialogbücher schrieben Philip Süß und Katharina von Daake. Die Dialogregie führte Velin Marcone.
| Rolle              | Japanischer Sprecher (Seiyū) | Deutscher Sprecher     |
| ------------------ | ---------------------------- | ---------------------- |
| Arashi Mikami      | Kenji Akabane                | Patrick Keller         |
| Mikoto Kiba        | Yui Kondō                    | Sarah Alles            |
| Oriha Nashida      | Amina Satō                   | Jasmin Arnoldt         |
| Yūko Sagiri        | Fuyuka Ōura                  | Cornelia Waibel        |
| Miki Tsurugi       | Masumi Asano                 | Jessica Walther-Gabory |
| Sayo Hitsugi       | Ryōko Shiraishi              | Bettina Kenney         |
| Masamune Mochizuki | Takaya Kuroda                | Matthias Friedrich     |

### Musik
Der Vorspanntitel triage wird von „Zōgō Saeko featuring Nagarede Project“ gesungen und der Abspann Soleil More (ソレーユ・モア, Sorēyu Moa) von Kazutomi Yamamoto. Daneben wird auch Big Bang Love gesungen von Amina Satō unter ihrem Rollennamen vorkommen.